# Гуменюк Михайло Прокопович
Миха́йло Проко́пович Гуменю́к (1918—1988) (псевдонім Михайло Рейський) — український бібліограф, книгознавець, літературознавець та літературний критик, дослідник історії української преси й бібліографії, один з організаторів бібліографічної практики.

## Життєпис
Народився в селянській родині. 1939 року закінчив Житомирський учительський інститут, працював учителем української мови і літератури в сільській школі.
Учасник Другої світової війни, полковий сапер-інструктор, був в партизанському загоні Першого молдавського з'єднання партизанських бригад, бойові нагороди. Демобілізувавшись, певний час працював бібліотечним інспектором Львівського облліту.
Від 1947 року і до кінця життя — бібліограф у Львівській науковій бібліотеці. 1952 року екстерном закінчив філологічний факультет Львівського державного університету ім. І. Франка. Від 1954 року очолював відділ бібліографії. На становлення його як бібліографа вплинув Федір Максименко.
Є автором і співавтором понад 170 публікацій, серед них статті-дослідження про видатних діячів — фундаторів української бібліографії, історію періодичних видань, національну бібліографію, літературознавчі та публіцистичні студії, рецензії на бібліографічні покажчики, художні твори.
Працював над створенням українського бібліографічного репертуару, розробляв теоретичні й організаційні засади, вивчав діяльність перших бібліографічних товариств в Україні, здійснював дослідження часописів — «Бібліологічні вісті», «Друг», «Житє і слово», «Жовтень», «Народ», «Світ».
Серед його доробку — бібліографічні посібники
- «Письменники радянського Львова» (випуск 1, 1960, за участю Євгенії Миколаївни Лазеби),
- «М. Шашкевич, І. Вагилевич, Я. Головацький» (1962, співавтор Єфрем Кравченко),
- про класиків та сучасників української літератури Ярослава Галана, Леоніда Глібова, Павла Грабовського, Петра Козланюка, Івана Котляревського, Леся Мартовича, Івана Тобілевича, Степана Тудора, Марка Черемшину, Івана Франка.

Упорядник краєзнавчих щорічників «Соціалістична Львівщина» (1953, 1954, 1956, всі у співавторстві), «Радянські Карпати» (1978, у співавторстві).
Написав ґрунтовне історико-бібліографічне дослідження першоджерельного характеру — «Українські бібліографи ХІХ — початку ХХ століття» (1969). Це — перша в Україні монографія з історії української бібліографії періоду до загарбання України більшовиками. В ній вміщено нариси-портрети 15 представників української науки і культури, котрі не були професійними бібліографами: Христини Алчевської, Якова Головацького, Бориса Грінченка, Григорія Данилевського, Василя Доманицького, Петра Єфименка, Михайла Комарова, Олександра Лазаревського, Володимира Лукича (Володимира Левицького), Івана Левицького, Михайла Максимовича, Михайла Павлика, Івана Павловського, Миколи Петрова, Івана Франка. З ідеологічних мотивів опублікування книги довгий час блокувалося.
1991 року опубліковано посмертно збірник «Біля джерел української радянської бібліографії», у ньому висвітлено діяльність Івана Бойка, В. Гущина, Івана Калиновича, Костянтина Копержинського, Юрія Меженка. У цьому збірнику розкрито місце бібліографії в працях академіків Дмитра Багалія, Михайла Возняка, Павла Тутковського.
Був членом редакційних колегій усіх тематичних збірників статей, котрі видавалися ЛНБ ім. В. Стефаника в 1972—1980 роках.
Автор статей про українські часописи та бібліографів, друкувалися в «Українській літературній енциклопедії», енциклопедичному словнику «Книговедение».
Співпрацював з журналами «Архіви України», «Вітчизна», «Жовтень», «Радянське літературознавство», «Советская библиография», «Соціалістична культура», іншими.
Особовий архів зберігається в рукописному відділі ЛННБ ім. В. Стефаника.